# بادانيا

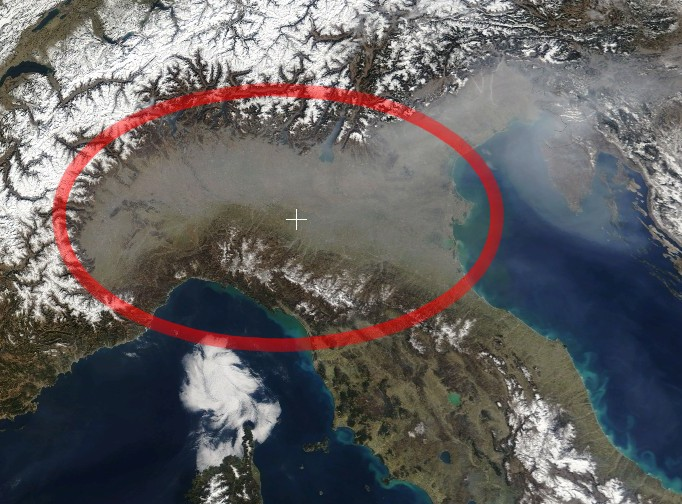
صورة الأقمار الصناعية من وادي بو أو كما يسمى بيانورا بادانا

بادانيا هو اسم بديل لبو وادي، وهو سهل رئيسي في شمال إيطاليا. وقد استخدم هذا المصطلح بشكل طفيف حتى أوائل التسعينات، عندما اقترحت رابطة الشمال الفدرالية تأسيسها، وفي بعض الأحيان كان الحزب السياسي الانفصالي في إيطاليا، «بادانيا» كاسم محتمل لدولة مستقلة في شمال إيطاليا. ومنذ ذلك الحين، وهي تحمل المنطقة دلالات سياسية قوية.